# Chirpăr
Chirpăr là một xã thuộc hạt Sibiu, România. Dân số thời điểm năm 2002 là 1479 người.